# Marine fuel management

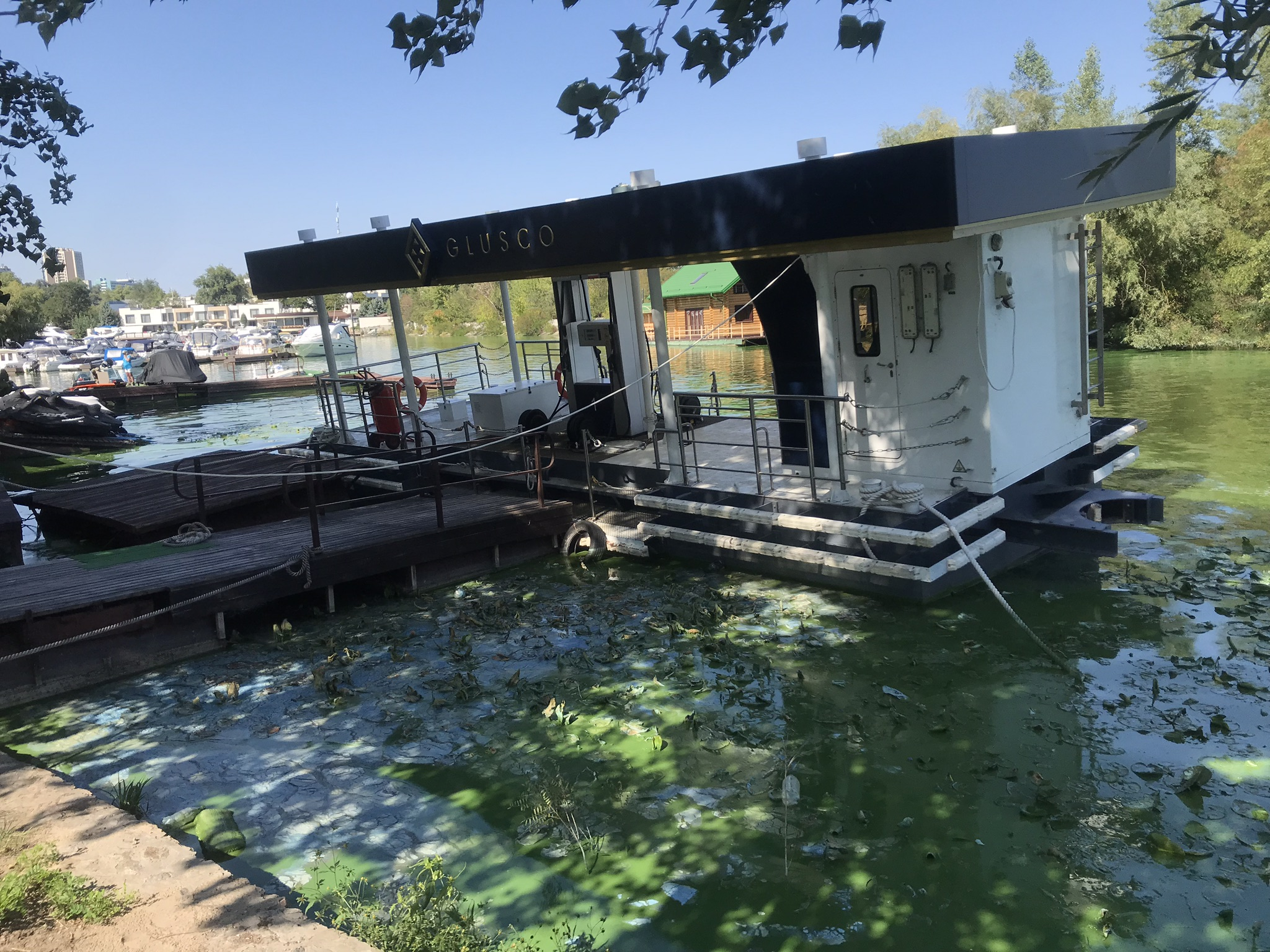

Marine fuel management (MFM) is het beheer van de brandstofvoorraad aan boord van een boot of schip met het oog op verminderen van verbruik en verhogen van de efficiëntie op dit gebied. Om dit te doen moet vooraleerst het verbruik gemeten en gerapporteerd worden. MFM wordt steeds belangrijker omwille van de prijsstijging van fossiele brandstoffen en druk van de overheden om het verbruik en zo ook de uitstoot van schadelijke stoffen terug te dringen.